# Акюрейри
Акюрейри (на исландски: Akureyri, ˈaːkʰʏrˌeiːrɪ]) е град в северна Исландия. Населението му е 18 925 души към 2019 г. Това е най-големият град в страната, който не е разположен в най-гъстонаселения югозападен район.
Често бива наричан „столицата на северна Исландия“. Акюрейри е важно пристанище и рибарски център.